# スリランカ海軍

王立セイロン海軍旗（1950年~1972年）

スリランカ海軍（スリランカかいぐん、シンハラ語: ශ්‍රී ලංකා නාවික හමුදාව; Sri Lanka Navika Hamudawa、タミル語: இலங்கைக் கடற்படை、英語: Sri Lanka Navy）は、スリランカの海軍。スリランカは四方を海に囲まれた島国であり、スリランカ軍において海軍は国防と国益の保護のために重要なポジションを占める。

## 概要
スリランカはインド洋を横切る主要なシーレーンの中央に位置しており、その長い歴史においてたびたび海上勢力の拠点となってきた。現在のスリランカ海軍は1950年12月9日に王立セイロン海軍 (RCyN) として設立されたが、その起源は1937年のセイロン海軍義勇軍 (CNVF) 設立までさかのぼることができる。第二次世界大戦中はイギリス海軍の一員として、セイロン海軍志願予備員 (CRNVR) に改称され従軍した。現在のスリランカ海軍という名称は、1972年の共和制への移行と新憲法制定に伴い用いられるようになったものである。
2009年まで続いたスリランカ内戦においては、「シータイガー」と呼ばれる海上部隊を擁するタミル・イーラム解放のトラに対し、正規軍海軍は洋上監視や上陸戦、海上補給といったミッションにより重要な役割を果たした。とくに、目標への多数の小型武装ボートによる急襲（「群れ（スウォーム）戦術」と呼ばれる、一種の飽和攻撃）を得意とするシータイガーに対し、同じく軽量高速の哨戒艇群によってこれを制圧するという教訓を得た。この過程によって、結果的に豊富な実戦経験を積んだスリランカ海軍は、それまでの沿岸警備に注力した小さな軍から発展し、対テロ作戦をはじめとした非対称戦争・低強度紛争における上陸戦や、沿岸域における対反乱作戦に特化した大規模で強力な軍へと変化した。また、インド洋における武器密輸の阻止のため、外洋での活動も行っている。海軍傘下には特殊部隊であるSBS（特殊舟艇部隊）と海軍歩兵の海軍哨戒兵が存在する。

## 装備

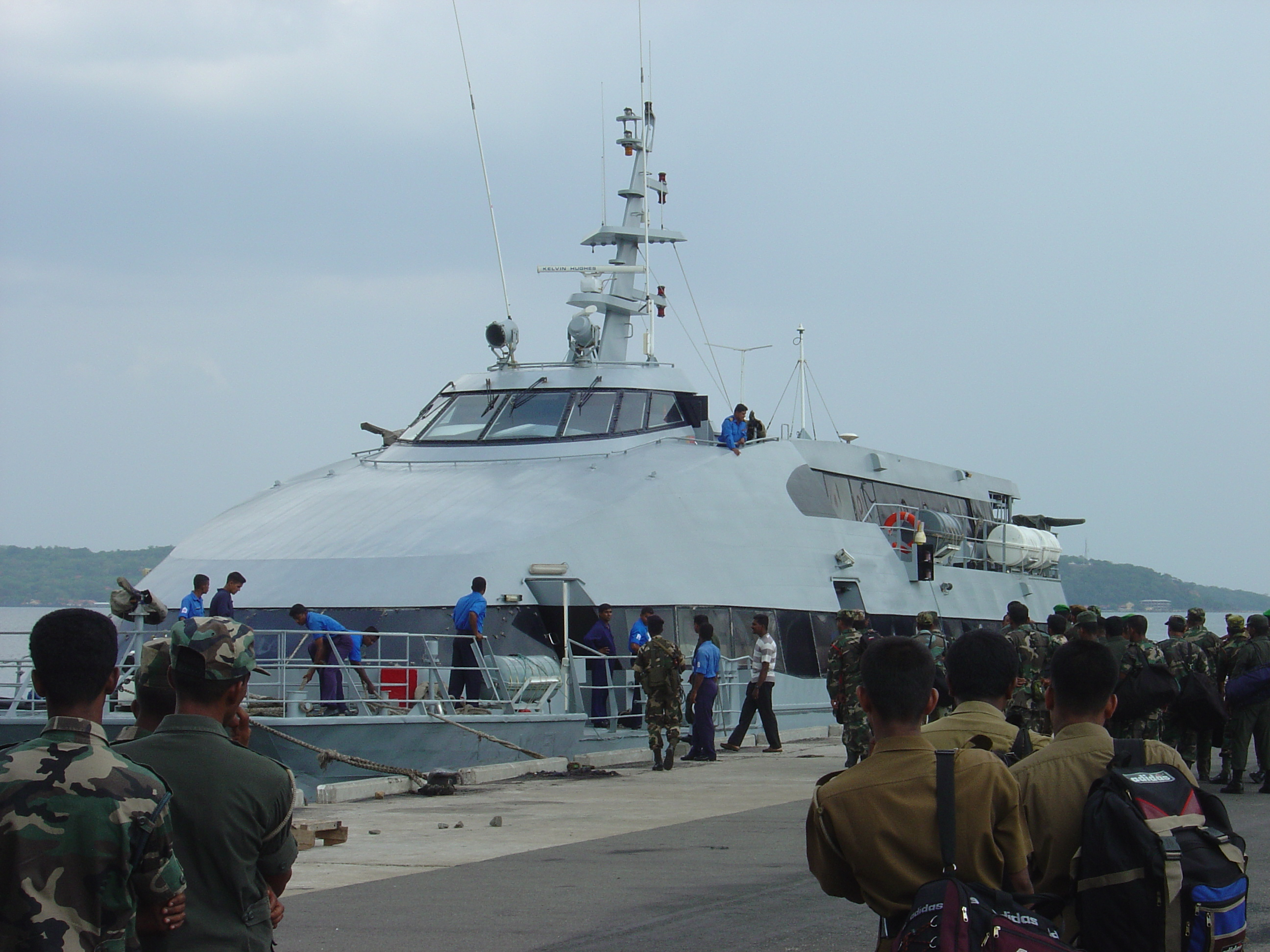
スリランカ海軍の人員輸送用双胴船

スリランカ海軍は哨戒艦や輸送艦、高速艇など主に小型艇を中心に50隻以上の艦艇を保有している。艦艇の主な供給元は、中国、インド、イスラエルならびにスリランカである。